# Pallavolo ai Giochi della XXXI Olimpiade - Qualificazioni al torneo femminile (CSV)
Le qualificazioni sudamericane di pallavolo femminile ai Giochi della XXXI Olimpiade si sono svolte dal 6 al 10 gennaio 2016 a San Carlos de Bariloche, in Argentina: al torneo hanno partecipato cinque squadre nazionali sudamericane e la prima classificata si è qualificata per i Giochi della XXXI Olimpiade.

## Impianti
|                                                                                            |  |  |
|                                                                                            |  |  |
| Bomberos Voluntarios Stadium Città: San Carlos de Bariloche Capienza: - Anno d'apertura: - |  |  |

## Regolamento

### Formula
Le squadre hanno disputato un'unica fase con formula del girone all'italiana.

### Criteri di classifica
Se il risultato finale è stato di 3-0 o 3-1 sono stati assegnati 3 punti alla squadra vincente e 0 a quella sconfitta, se il risultato finale è stato di 3-2 sono stati assegnati 2 punti alla squadra vincente e 1 a quella sconfitta.
L'ordine del posizionamento in classifica è stato definito in base a:
- Numero di partite vinte;
- Punti;
- Ratio dei set vinti/persi;
- Ratio dei punti realizzati/subiti;
- Risultati degli scontri diretti.

## Squadre partecipanti
| Squadra   | Qualificazione      |
| --------- | ------------------- |
| Argentina | Paese organizzatore |
| Cile      | Wild card           |
| Colombia  | Wild card           |
| Perù      | Wild card           |
| Venezuela | Wild card           |

## Torneo

### Risultati
| 6 gennaio 2016 Bomberos Stadium, San Carlos de Bariloche Durata: ? - Spettatori: ?  | Colombia  | 3 - 2 | Venezuela | 25-14, 15-25, 21-25, 25-17, 17-15 |
| 6 gennaio 2016 Bomberos Stadium, San Carlos de Bariloche Durata: ? - Spettatori: ?  | Cile      | 0 - 3 | Argentina | 10-25, 15-25, 14-25               |
| 7 gennaio 2016 Bomberos Stadium, San Carlos de Bariloche Durata: ? - Spettatori: ?  | Cile      | 0 - 3 | Perù      | 10-25, 13-25, 10-25               |
| 7 gennaio 2016 Bomberos Stadium, San Carlos de Bariloche Durata: ? - Spettatori: ?  | Venezuela | 1 - 3 | Argentina | 18-25, 16-25, 25-17, 18-25        |
| 8 gennaio 2016 Bomberos Stadium, San Carlos de Bariloche Durata: ? - Spettatori: ?  | Venezuela | 3 - 0 | Cile      | 25-22, 25-13, 25-9                |
| 8 gennaio 2016 Bomberos Stadium, San Carlos de Bariloche Durata: ? - Spettatori: ?  | Perù      | 3 - 0 | Colombia  | 30-28, 25-22, 25-22               |
| 9 gennaio 2016 Bomberos Stadium, San Carlos de Bariloche Durata: ? - Spettatori: ?  | Perù      | 3 - 0 | Venezuela | 25-23, 25-22, 25-22               |
| 9 gennaio 2016 Bomberos Stadium, San Carlos de Bariloche Durata: ? - Spettatori: ?  | Argentina | 3 - 0 | Colombia  | 25-20, 26-24, 25-17               |
| 10 gennaio 2016 Bomberos Stadium, San Carlos de Bariloche Durata: ? - Spettatori: ? | Colombia  | 3 - 1 | Cile      | 25-17, 21-25, 25-19, 25-16        |
| 10 gennaio 2016 Bomberos Stadium, San Carlos de Bariloche Durata: ? - Spettatori: ? | Argentina | 3 - 0 | Perù      | 25-20, 25-20, 25-14               |

### Classifica
| Pos | Squadra   | Pt | G | V | P | SV | SP | Ratio  | PF  | PS  | Ratio |
| --- | --------- | -- | - | - | - | -- | -- | ------ | --- | --- | ----- |
| 1   | Argentina | 12 | 3 | 4 | 0 | 12 | 1  | 12.000 | 318 | 231 | 1.376 |
| 2   | Perù      | 5  | 3 | 3 | 1 | 9  | 3  | 3.000  | 284 | 247 | 1.149 |
| 3   | Colombia  | 9  | 3 | 2 | 2 | 6  | 9  | 0.666  | 332 | 329 | 1.009 |
| 4   | Venezuela | 4  | 3 | 1 | 3 | 6  | 9  | 0.666  | 315 | 314 | 1.003 |
| 5   | Cile      | 0  | 3 | 0 | 4 | 1  | 12 | 0.083  | 193 | 321 | 0.601 |

## Classifica finale
| Pos | Squadra   | Qualificazione                               |
| --- | --------- | -------------------------------------------- |
|     | Argentina | Giochi della XXXI Olimpiade                  |
|     | Perù      | Torneo di qualificazione mondiale (girone A) |
|     | Colombia  | Torneo di qualificazione mondiale (girone B) |
| 4   | Venezuela |                                              |
| 5   | Cile      |                                              |